# Can Fabra
Can Fabra, coneguda també com a Vapor del Rec, és una antiga fàbrica de Sant Andreu de Palomar catalogada com a bé amb elements d'interès (categoria C).

## Història
El 1839, el comerciant sitgetà Josep Vilanova i Massó va adquirir en emfiteusi a l'hortolà Pere Feliu i Guardiola un terreny format per 9 cossos de casa al costat del Rec Comtal (actualment carrer del Segre) i el camí del pont d'en Farrà (actualment carrer del Doctor Balarí i Jovany), on va establir un molí mogut per una màquina de vapor i que va suposar una inversió total de 15.820 duros. El 1842, es convertí en una filatura de cotó sota la raó social Vidal, Serra i Cia, amb Andreu Vidal i Roger i Josep Serra i Miralles com a socis col·lectius.
El 1852, i després de diverses vissicituds, la fàbrica va ser adquirida per la societat anònima La Industrial Cotonera, dirigida per Bernat Muntadas i Cañellas, que hi mantingué l'activitat fins al 1878, quan la comissió liquidadora la va vendre a la societat Mas Germans, formada per Joan i Josep Mas i Esteve i dissolta el 1885 per la mort del darrer.
El 1915, Filatures Fabra i Coats comprà la fàbrica, que en un primer moment fou utilitzada com a magatzem general i dipòsit de carbó. No va ser fins al 1920, amb l’adquisició de la societat Hilandería Planas, que el Vapor del Rec se'n va integrar dintre de l'estructura productiva, amb la construcció d'una escala segons el projecte de l'arquitecte Salvador Vinyals.
El 1989, el complex fabril de 14.000 m² edificats va ser adquirit per l'Ajuntament de Barcelona, que enderrocà totes les naus menys la principal. L'any 1999 se n'iniciaren les obres de remodelació per a la creació d'una biblioteca pública, obra dels arquitectes Moisés Gallego, Tomàs Morató i Jaume Arderiu. Aquesta actuació, enllestida el 2002, és un exemple més de relació entre patrimoni industrial i equipaments culturals.

## Descripció
És un edifici aïllat, envoltat per un parc i una plaça. De planta baixa i tres pisos, té planta rectangular i unes dimensions de 71 x 19 m, amb una superfície de 6.000 m². Les façanes, de maó vist, combinen finestres d'arc de mig punt amb motllures i d'altres rectangulars al pis superior i als laterals. A la del carrer del Segre, es van transformar les finestres dels baixos en un porxo corregut que l'integra a l'espai públic i a la del carrer d'Otger, s'incorporà una marquesina que permetia instal·lar-hi les comunicadors verticals.
La coberta és de teula romana, a dues aigües, i l'estructura està formada pilars de fosa que suporten jàsseres de fusta i voltes tensades amb tirants de ferro dolç.